# Cannonball Run II
Cannonball Run II is een Amerikaanse actiekomedie uit 1984 onder regie van Hal Needham. De film is het vervolg op The Cannonball Run uit 1981.

## Verhaal
Nadat hij de eerste Cannonball Run-race heeft verloren, krijgt Sheik Abdul Ben Falafel van zijn vader het bevel om terug te gaan naar Amerika en het nogmaals te proberen bij de volgende Cannonball Run. Wanneer Abdul zich realiseert dat er geen Cannonball Run is dat jaar, geeft zijn vader hem het bevel er zelf een te organiseren. Om te voorkomen dat hij weer verliest door zijn maagzweer, huurt Abdul een dokter in genaamd Nikolas Van Helsing, die in de eerste race meedeed met JJ en Victor. Hij zal Abdul vergezellen tijdens de race voor directe medische hulp. Abdul kondigt de race groots aan, en veel deelnemers van vorig jaar doen weer mee; inclusief JJ en Victor.
Ondertussen hebben Blake en Fenderbaum schulden bij een maffialid genaamd Hymie Kaplan. Wanneer Abdul hen te hulp komt door hun schuld af te betalen, beseffen de twee hoeveel geld Abdul waard is. Dit trekt ook de aandacht van Don Don Canneloni, die een bordeel runt midden in de woestijn en miljoenen dollars van zijn vader heeft verloren. Om dit verloren geld terug te krijgen, huurt hij een paar mannen in om Abdul te ontvoeren voor losgeld. Tijdens de race willen ze toeslaan.
De race verloopt voorspoedig. JJ en Victor doen zich voor als een generaal en een soldaat. Net voor de race trekken de twee de aandacht van Betty en Veronica, twee vrouwen gekleed als nonnen die JJ en Victor om een lift vragen. Terwijl de race duurt, proberen de onhandige handlangers van de Don Abdul te ontvoeren. Zonder succes.
Als de andere racers het plan van Don Don ontdekken, spannen ze samen om het bordeel aan te vallen. JJ, Victor en Fenderbaum infiltreren bij het Bordeel verkleed als buikdanseressen. De andere racers redden Abdul. Abdul vindt het echter zo gezellig in het bordeel, dat hij Don Don het geld geeft dat hij nodig heeft.
Uiteindelijk verliest Abdul ook deze race, en staat nu nog dieper in de schulden bij zijn vader. Hij beweert echter volgend jaar wel te zullen winnen, daar hij de winnaar van dit jaar heeft ingehuurd om dan voor hem te racen. Deze winnaar blijkt een ongemanierde orang-oetan te zijn.

## Rolverdeling
| Acteur                | Personage                                  |
| --------------------- | ------------------------------------------ |
| Burt Reynolds         | J.J. McClure                               |
| Dom DeLuise           | Victor Prinzi/Captain Chaos, Don Canneloni |
| Dean Martin           | Jamie Blake                                |
| Sammy Davis, Jr.      | Morris Fenderbaum                          |
| Jamie Farr            | Abdul, de Sheik                            |
| Ricardo Montalbán     | Vader van de Sheik, The King               |
| Telly Savalas         | Hymie Kaplan                               |
| Marilu Henner         | Betty                                      |
| Shirley MacLaine      | Veronica                                   |
| Susan Anton           | Jill                                       |
| Catherine Bach        | Marcie                                     |
| Foster Brooks         | visser                                     |
| Sid Caesar            | visser                                     |
| Louis Nye             | visser                                     |
| Jackie Chan           | Jackie Chan, monteur                       |
| Richard Kiel          | Arnold, Jackies chauffeur                  |
| Tim Conway            | Politieagent.                              |
| Don Knotts            | Politieagent.                              |
| Mel Tillis            | Mel                                        |
| Tony Danza            | Terry                                      |
| Jack Elam             | Dokter Nikolas Van Helsing                 |
| Charles Nelson Reilly | Don Don Canneloni                          |
| Michael V. Gazzo      | Sonny, handlanger van Don Don              |
| Alex Rocco            | Tony, handlanger van Don Don               |
| Henry Silva           | Slim, handlanger van Don Don               |
| Abe Vigoda            | Caesar, handlanger van Don Don             |
| Jim Nabors            | Private Homer Lyle                         |
| Molly Picon           | Mrs. Goldfarb                              |
| Frank Sinatra         | Frank Sinatra                              |
| Joe Theismann         | Mack                                       |
| Shawn Weatherly       | Het meisje in Jamie Blakes bed             |
| Dale Ishimoto         | Japanse zakenman                           |
| Arte Johnson          | piloot                                     |
| Chris Lemmon          | Jonge politieagent                         |
| George Lindsey        | Uncle Cal                                  |

## Achtergrond
Ondanks de acteurs, werd de film over het algemeen niet al te best ontvangen. Vooral het verhaal kreeg veel kritiek.
Dit was de laatste van de “formula”-komedies van Reynolds. Tevens is het de laatste film met Dean Martin en Frank Sinatra.

## Prijzen en nominaties
| jaar | prijs                  | categorie                    | genomineerde(n)                             | uitslag     |
| ---- | ---------------------- | ---------------------------- | ------------------------------------------- | ----------- |
| 1985 | Golden Screen          | -                            | -                                           | gewonnen    |
| 1985 | Golden Raspberry Award | slechtste acteur             | Burt Reynolds                               | genomineerd |
| 1985 | Golden Raspberry Award | Slechtste actrice            | Shirley MacLaine                            | genomineerd |
| 1985 | Golden Raspberry Award | Slechtste regisseur          | Hal Needham                                 | genomineerd |
| 1985 | Golden Raspberry Award | Slechtste film               | Albert S. Ruddy                             | genomineerd |
| 1985 | Golden Raspberry Award | Slechtste scenario           | Harvey Miller, Hal Needham, Albert S. Ruddy | genomineerd |
| 1985 | Golden Raspberry Award | Slechtste mannelijke bijrol  | Sammy Davis Jr.                             | genomineerd |
| 1985 | Golden Raspberry Award | Slechtste vrouwelijke bijrol | Susan Anton                                 | genomineerd |
| 1985 | Golden Raspberry Award | Slechtste vrouwelijke bijrol | Marilu Henner                               | genomineerd |